# Таиланд на летних Олимпийских играх 1960
Таиланд принимал участие в Летних Олимпийских играх 1960 года в Риме (Италия) в третий раз за свою историю, но не завоевал ни одной медали.
20 спортсменов (все мужчины) соревновались в 4 видах спорта: 
- лёгкая атлетика: бег на 100, 400, 800, 1500, 5000 м, эстафета 4х100 м, прыжки в длину
- стрельба: пистолет на 25 м, пистолет на 50 м, винтовка из 3 положений на 50 м, винтовка из положения лёжа на 50 м
- бокс: 4 боксёра в разных весовых категориях, но никто из них не вошёл в десятку финалистов
- парусный спорт: принц Бира вместе с Бунпуеном Чомвитом на килевой яхте «Стар» заняли 19 место в своём классе.